# Lucky Luke contre Pat Poker
 Lucky Luke contre Pat Poker  est un album de la série Lucky Luke. Son auteur est Morris et il a été publié en 1953 chez Dupuis.

## Histoires

### Nettoyage à Red-City
Alors qu'il doit se rendre à Red City, corrompue par le tristement célèbre Pat Poker, pour en devenir le shérif, Lucky Luke se fait voler ses habits et son cheval.

### Tumulte à Tumbleweed
Lucky Luke arrive dans une ville pour le moins tranquille jusqu'à ce qu'il tombe sur une armoire à glace nommé Angelface l'angélique à qui il règle vite son compte. Mais le délinquant va chercher de l'aide chez son associé Pat Poker qui, lui, ne tient plus à avoir affaire à Lucky Luke.

## Adaptations
Cet album a été adapté dans la série animée Lucky Luke, diffusée pour la première fois en 1991.
Bien que n'étant pas considéré comme une adaptation de cet album à proprement parler, le film Lucky Luke (2009) réalisé par James Huth s'inspire de sa trame générale ; Pat Poker y fait notamment une apparition interprété par Daniel Prévost, son duel avec Lucky Luke rappelant celui de l'album.